# Gary Gregor
Gary W. Gregor (Charles Town, 13 agosto 1945) è un ex cestista statunitense, professionista nella NBA e nella ABA.

## Carriera
Venne selezionato dai New York Knicks al terzo giro del Draft NBA 1967 (24ª scelta assoluta) e dai Phoenix Suns al primo giro del Draft NBA 1968 (8ª scelta assoluta).

## Statistiche

### NBA/ABA

#### Regular Season
| Anno      | Squadra               | PG  | PT | MP   | TC%  | 3P%  | TL%  | RP  | AP  | PRP | SP  | PP   |
| --------- | --------------------- | --- | -- | ---- | ---- | ---- | ---- | --- | --- | --- | --- | ---- |
| 1968-1969 | Phoenix Suns          | 80  | -  | 27,3 | 41,5 | -    | 64,9 | 8,9 | 1,2 | -   | -   | 11,1 |
| 1969-1970 | Atlanta Hawks         | 81  | -  | 19,8 | 43,3 | -    | 77,9 | 4,9 | 0,8 | -   | -   | 8,1  |
| 1970-1971 | Portland T. Blazers   | 44  | -  | 26,2 | 43,0 | -    | 66,3 | 7,6 | 1,8 | -   | -   | 9,6  |
| 1971-1972 | Portland T. Blazers   | 82  | -  | 28,9 | 45,1 | -    | 75,5 | 7,2 | 2,3 | -   | -   | 11,1 |
| 1972-1973 | Milwaukee Bucks (NBA) | 9   | -  | 9,8  | 33,3 | -    | 71,4 | 3,6 | 1,0 | -   | -   | 3,0  |
| 1972-1973 | N.Y. Nets (ABA)       | 40  | -  | 14,9 | 48,5 | 100  | 82,1 | 3,8 | 0,8 | -   | -   | 5,8  |
| 1973-1974 | N.Y. Nets             | 25  | -  | 12,5 | 47,1 | 66,7 | 81,8 | 2,8 | 0,6 | 0,2 | 0,0 | 3,6  |
| Carriera  | Carriera              | 361 | -  | 23,0 | 43,6 | 75,0 | 72,5 | 6,3 | 1,3 | 0,2 | 0,0 | 8,9  |

#### Playoffs
| Anno     | Squadra             | PG | PT | MP   | TC%  | 3P% | TL%  | RP  | AP  | PRP | SP | PP  |
| -------- | ------------------- | -- | -- | ---- | ---- | --- | ---- | --- | --- | --- | -- | --- |
| 1970     | Atlanta Hawks (NBA) | 7  | -  | 9,6  | 28,6 | -   | 66,7 | 2,4 | 0,3 | -   | -  | 2,3 |
| 1973     | N.Y. Nets (ABA)     | 1  | -  | 12,0 | 16,7 | -   | 100  | 4,0 | 0,0 | -   | -  | 4,0 |
| Carriera | Carriera            | 8  | -  | 9,9  | 25,9 | -   | 75,0 | 2,6 | 0,3 | -   | -  | 2,5 |

## Palmarès
- NBA All-Rookie First Team (1969)